# 夢の終わり 愛の始まり
「夢の終わり 愛の始まり」（ゆめのおわり あいのはじまり）は、2013年7月3日にエピックレコードジャパンから発売されたアンジェラ・アキの13枚目のシングル。規格品番はESCL-3914/5（初回限定盤）ESCL-3916（通常盤）。

## 解説
本作発売の4ヵ月後にアンジェラはアメリカへの音楽留学を発表。本作が日本国内における現時点で最後のシングルとなった。「夢の終わり 愛の始まり」は、翌2014年発売のベスト・アルバム『TAPESTRY OF SONGS - THE BEST OF ANGELA AKI』に収録。
DVD付初回限定盤と通常盤の2形態で発売。DVDには「夢の終わり 愛の始まり」のミュージック・ビデオとメイキング映像を収録。

## タイアップ
- 本作は、収録曲3曲全てにタイアップが付いている。
- 「夢の終わり 愛の始まり」のタイアップ先は塩野義製薬のセデス・ハイ。自身がCM出演時にオリジナル曲を歌唱したのは今回が初。CM撮影は早朝4時〜6時までの2時間ちょうどで、丸の内で撮影された。
- 2曲目『Amazing Grace』はNHK BSプレミアムのドラマ「狸な家族」。
- 3曲目『Beautiful』はハーフを題材にしたドキュメンタリー映画「HAFU」にタイアップされた。

## 収録曲
作詞・作曲：アンジェラ・アキ（特記以外）
1. 夢の終わり 愛の始まり (4:19)
  - 編曲：亀田誠治
  - 塩野義製薬『セデス・ハイ』TV-CM
  - シングル表題曲唯一のオリジナル・アルバム未収録。
2. Amazing Grace (4:37)
  - 作詞・作曲：ジョン・ニュートン　編曲：Ryosuke "Dr.R" Sakai
  - NHK BSプレミアムドラマ『狸な家族』主題歌
3. Beautiful (4:19)
  - 編曲：アンジェラ・アキ
  - ドキュメンタリー映画『HAFU』主題歌

### DVD（初回生産限定盤）
1. 『夢の終わり 愛の始まり』MV、メイキング